# Superior (Colorado)
Superior es un pueblo ubicado en el condado de Boulder en el estado estadounidense de Colorado. En el año 2000 tenía una población de 9011 habitantes y una densidad poblacional de 883,4 personas por km².

## Geografía
Superior se encuentra ubicada en las coordenadas 39°56′N 105°8′O / 39.933, -105.133.

## Demografía
Según la Oficina del Censo en 2000 los ingresos medios por hogar en la localidad eran de $82 079, y los ingresos medios por familia eran $92 543. Los hombres tenían unos ingresos medios de $66 265 frente a los $37 108 para las mujeres. La renta per cápita para la localidad era de $36 326. Alrededor del 3,8 % de la población estaban por debajo del umbral de pobreza.